# Antonella Morra
Antonella Morra (Cerignola, Foggia, Italia, 17 de enero de 1984) es una exfutbolista y entrenadora italiana. Se desempeñaba como defensa
 y ganó un campeonato de Serie A y una Supercopa italiana con la Torres. Actualmente entrena a las categorías inferiores de la Lazio Women’s.

## Clubes
| Club            | País   | Año         |
| --------------- | ------ | ----------- |
| Cerignola       | Italia | 1999 - 2000 |
| Bari            | Italia | 2000 - 2002 |
| Barletta        | Italia | 2002 - 2006 |
| Lecce           | Italia | 2007 - 2008 |
| Vis Francavilla | Italia | 2008 - 2010 |
| Orlandia97      | Italia | 2010 - 2011 |
| Torres          | Italia | 2011 - 2012 |
| Napoli          | Italia | 2012 - 2013 |
| Res Roma        | Italia | 2013 - 2015 |
| Pink Bari       | Italia | 2015 - 2016 |
| Roma CF         | Italia | 2016 - 2018 |

## Palmarés

### Campeonatos nacionales
| Título             | Club     | País   | Año         |
| ------------------ | -------- | ------ | ----------- |
| Serie C            | Barletta | Italia | 2002 - 2003 |
| Supercopa italiana | Torres   | Italia | 2011        |
| Serie A            | Torres   | Italia | 2011 - 2012 |